# 小行星7502
小行星7502（英語：7502）是一颗围绕太阳公转的小行星。1996年11月15日，清水義定、浦田武在那智胜浦町发现了此天体。
这颗小行星的绝对星等为191.3410151735236等。